# 2024 au Botswana
Cet article traite des événements qui se sont produits durant l'année 2024 au Botswana.

## Événements

### Mars
- 28 mars : Un accident de bus à Mmamatlakala (en) tue 45 personnes. Le bus transportant des pèlerins chrétiens de Molepolole en direction de l'Afrique du Sud chute d'un pont, tuant quasi tous les occupants. La seule survivante est une fillette de 8 ans[1].

### Avril
- 3 avril : Le président Mokgweetsi Masisi menace d’envoyer 20 000 éléphants en Allemagne, après que le pays ait envisagé d’imposer des limites plus strictes sur l'importation de trophées de chasse d’éléphant[2].

### Juin
- 12 juin : La société minière chinoise MMG Limited (en) annonce un investissement prochain de 700 millions de dollars dans la mine de cuivre de Khoemacau pour y doubler la production[3].

### Août
- 8 août : Le sprinteur Letsile Tebogo remporte la première médaille d'or olympique du Botswana à l'épreuve du 200 mètres aux Jeux olympiques d'été de 2024 à Paris. Il bat également le record d'Afrique dans cette épreuve[4],[5].
- 22 août : Le deuxième plus gros diamant du monde, mesurant 2 492 carats, est découvert dans la mine de Karowe[6].

### Octobre
- 30 octobre: Élections générales botswanaises de 2024 [7],[8].